# Kurt Renner
Kurt Renner (ur. 15 września 1886 w Plauen, zm. 26 sierpnia 1943 pod Ożarowem) – niemiecki wojskowy, generał porucznik, dowódca 211 Dywizji Piechoty do lutego 1942, a następnie 174 Dywizji Rezerwowej Wehrmachtu. Najwyższy rangą niemiecki oficer zabity przez polskie podziemie w czasie II wojny światowej.

## Śmierć
Dowódcą akcji był Tomasz Wójcik ps. „Tarzan” z Narodowych Sił Zbrojnych, który 26 sierpnia 1943 urządził zasadzkę na transport 14 Polaków aresztowanych przez Gestapo w Ożarowie. Okazało się jednak, że Niemcy zmienili plany i transport odbył się inną drogą do więzienia w Opatowie. Partyzanci szykowali się już do wymarszu, gdy usłyszeli nadjeżdżające samochody:

„Tarzan” rozpoznaje przez lornetkę mundurowych Niemców. Przebrany za żandarma „Urwis” podnosi „lizak” i zatrzymuje samochody. Niemcy zorientowali się jednak, że to zasadzka. Kilku SS–manów zdążyło uskoczyć do rowu i otworzyć do partyzantów ogień. „Tarzan” nie rezygnuje z walki. Widzi wśród Niemców generała i za wszelką cenę chce go dostać. Przeskakuje przez szosę. Niemcy dostawszy się w dwa ognie, są bezradni. Bronią jednak generała do upadłego. W końcu generał ginie od serii „Tarzana”. Partyzanci zdobywają cztery mp, 8 pistoletów i ważne dokumenty.

Wraz z Rennerem śmierć poniosło dwóch oficerów sztabowych i pięciu ochraniających ich żołnierzy Waffen-SS.

## Upamiętnienie
W miejscu akcji ustawiony jest głaz narzutowy z pamiątkową tablicą informacyjną, przypisującą atak oddziałowi NOW–AK pod dowództwem „Tarzana”, i dwa drewniane krzyże. W rzeczywistości, do momentu zameldowania się Janowi Piwnikowi ps. „Ponury” przez jego dowódcę, był to oddział Akcji Specjalnej Narodowych Sił Zbrojnych. Atak na gen. Rennera przypisywano czasem innym organizacjom podziemnym, gdyż w czasach PRL cenzura nie dopuszczała do publikacji pozytywnych informacji o NSZ, jednakże wyjątkiem jest wydana w 1970 r. praca „Partyzantka na Kielecczyźnie 1939-1945” Bogdana Hillebrandta. Przeprowadzenie akcji przypisywali sobie także komuniści.